# Araneus pahalgaonensis
Araneus pahalgaonensis är en spindelart som beskrevs av Benoy Krishna Tikader och Bal 1981. Araneus pahalgaonensis ingår i släktet Araneus och familjen hjulspindlar. Inga underarter finns listade i Catalogue of Life.